# Episodi di Wolfblood - Sangue di lupo (quarta stagione)
La quarta stagione della serie televisiva Wolfblood - Sangue di lupo è stata trasmessa in prima visione assoluta nel Regno Unito sul canale CBBC Channel dall'8 marzo 2016 al 13 aprile 2016.
In Italia la stagione è stata trasmessa su Rai Gulp dal 1 aprile 2017.
| nº | Titolo originale     | Titolo italiano       | Prima TV UK    | Prima TV Italia |
| -- | -------------------- | --------------------- | -------------- | --------------- |
| 1  | Captivity            | Cattività             | 8 marzo 2016   | 1º aprile 2017  |
| 2  | A Long Way from Home | La coinquilina        | 8 marzo 2016   | 2 aprile 2017   |
| 3  | Wolfblood Ultimatum  | Il ricatto            | 15 marzo 2016  | 3 aprile 2017   |
| 4  | Morwal               | Morwal                | 16 marzo 2016  | 4 aprile 2017   |
| 5  | The Quiet Hero       | La rivale             | 22 marzo 2016  | 5 aprile 2017   |
| 6  | She-Wolf             | La lupa               | 23 marzo 2016  | 6 aprile 2017   |
| 7  | Sheep's Clothing     | Pericolo Niamh!       | 29 marzo 2016  | 7 aprile 2017   |
| 8  | Where Wolf           | Azione di squadra     | 30 marzo 2016  | 8 aprile 2017   |
| 9  | Into the Wild        | Ritorno a casa        | 5 aprile 2016  | 9 aprile 2017   |
| 10 | The Wild at Heart    | Il guaritore          | 6 aprile 2016  | 10 aprile 2017  |
| 11 | Viral                | On Line               | 12 aprile 2016 | 11 aprile 2017  |
| 12 | Protocol 5           | La fine della Segolia | 13 aprile 2016 | 12 aprile 2017  |